# Thuburbo Majus
Koordinaten: 36° 24′ 9,2″ N, 9° 54′ 10,8″ O

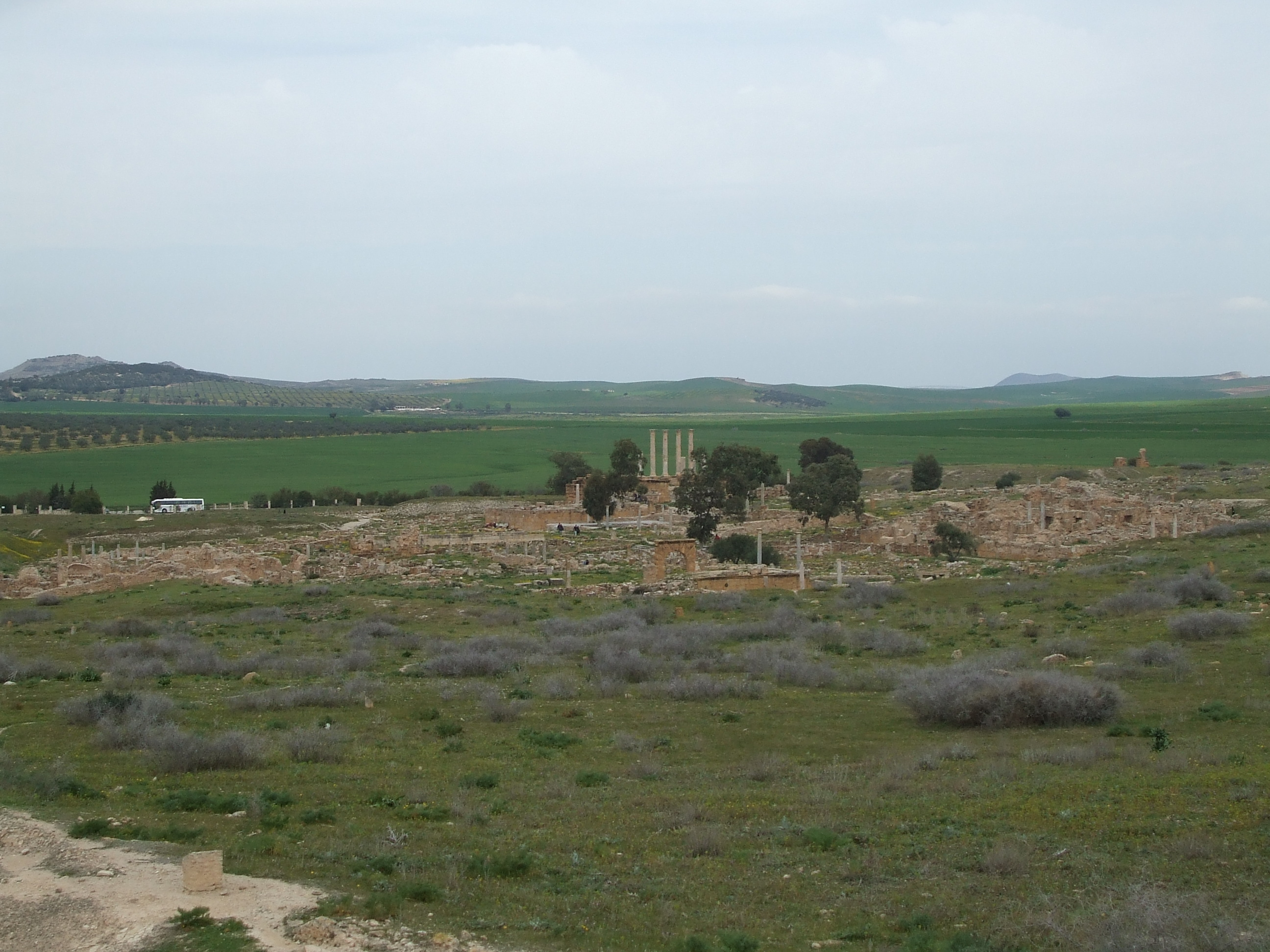
Thuburbo Majus

Thuburbo Majus ist eine Ruinenstätte aus der Römerzeit im heutigen Tunesien.

## Geographie
Das Ausgrabungsgelände befindet sich 61 km südwestlich von Tunis in der Nähe der Ortschaft El Fahs. Die Ruinen liegen in etwa 200 m Höhe an einem Hang über dem Oued Miliane.

## Geschichte
Eine punische und später numidische Siedlung ist ab dem 5. Jahrhundert vor Christus belegt, über deren Geschichte jedoch nichts bekannt ist. Die Römer legten im Jahre 27 v. Chr. unter Kaiser Augustus an dem strategisch günstigen Ort eine Kolonie an, von der aus das angrenzende Bergland kontrolliert werden konnte und verliehen ihr die Rechte eines Municipiums. Durch seine Lage an der wichtigen Handelsstraße zwischen Karthago und Hadrametum und durch Weizen- und Weinanbau nahm der Ort raschen Aufschwung und erhielt 128 n. Chr. unter Hadrian den Rang einer civitas. Zwischen 150 und 250 erreichte die Stadt ihre Blütezeit, deren Reichtum vorwiegend auf dem Handel zwischen dem Landesinneren und den Küstenstädten beruhte. Die Einwohnerzahl bewegte sich nach Schätzungen zwischen 7.000 und 12.000 Menschen.
Im Jahr 188 bewilligte Kaiser Commodus der Stadt offiziell den Status einer Kolonie mit dem Namen Colonia Julia Aurelia Commoda. Gegen Ende des 3. Jahrhunderts ging ihre Bedeutung zurück. Kaiser Konstantin versuchte eine Restaurierung der noch etwa 1.000 Einwohner umfassenden Stadt. Es kam wieder zu einem Aufschwung in der nun als Res Publica Felix Thuburbo Majus bezeichneten Stadt. Ihre Bedeutung sank unter den Vandalen und die spätere Invasion arabischer Krieger, die den Islam verbreiteten, auf jene eines Dorfes. Durch Erdbeben wurde die Ansiedlung schwer zerstört. Der französische Archäologe Charles Tissot entriss die Stätte 1857 der Vergessenheit.
Die Stadt war ein Bischofssitz. Vier seiner Bischöfe sind bekannt:
- Sedatus, anwesend beim Konzil von Karthago (256)[1]
- Faustus, anwesend beim Konzil von Arles (314)
- Cyprianus, nahm an der Kirchenkonferenz von Karthago (411) mit seinem Konkurrenten, dem Donatisten Rufinus, teil
- Benenatus, verbannt durch Hunerich (484).

Die katholische Kirche führt ein Titularbistum gleichen Namens.
Siehe auch: Thuburbo Minus

## Denkmäler

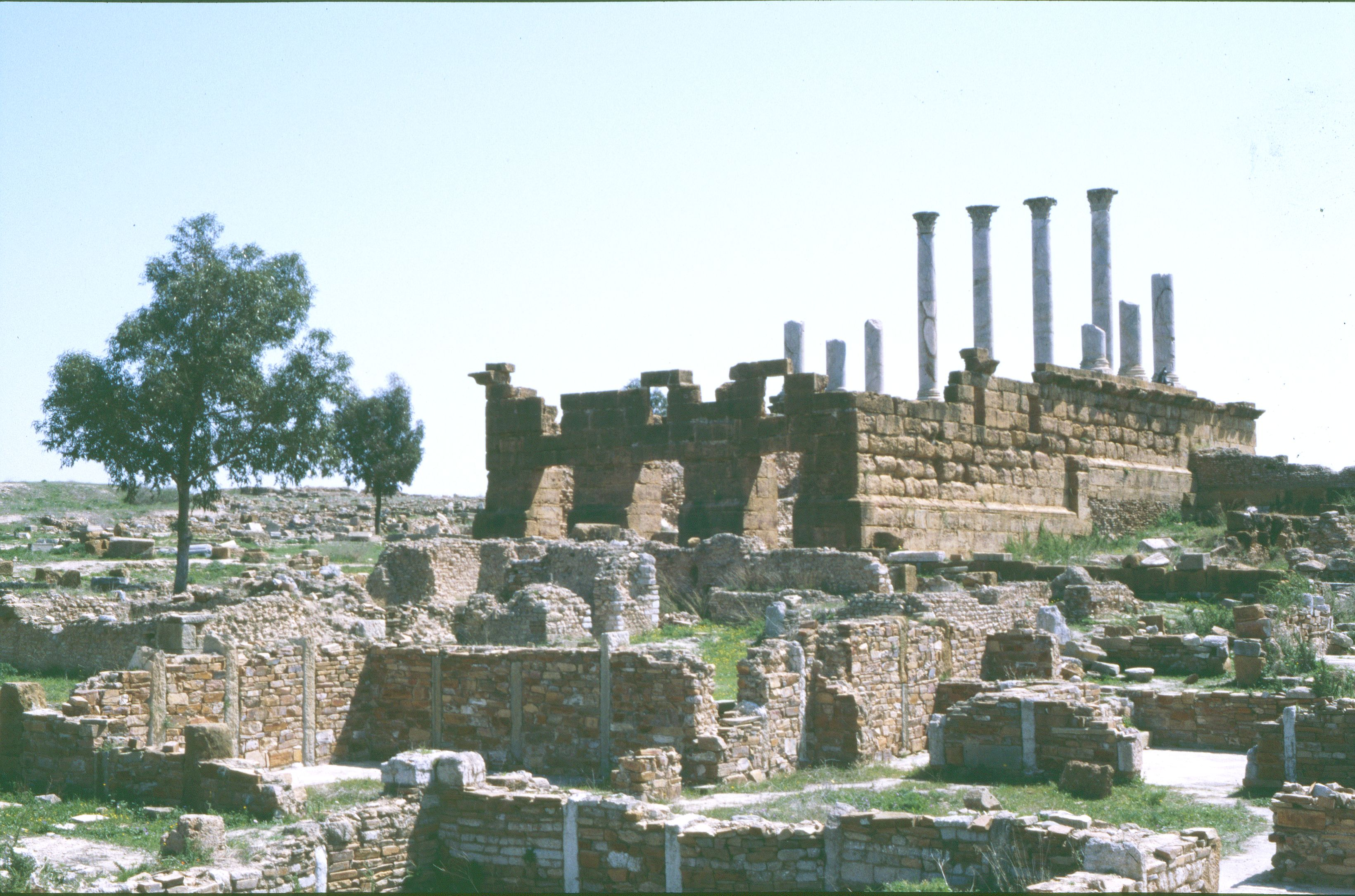
Thuburbo Majus: Forum

### Kapitol
Mittelpunkt der Stadt ist das quadratische Forum von 55 m Seitenlänge, das von einem dreiseitig umlaufenden Portikus korinthischer Ordnung umgeben ist. Die Säulenschäfte sind aus griechischem, von der Insel Euböa stammendem Marmor gefertigt. Die Nordseite beherrscht das den Göttern Jupiter, Juno und Minerva geweihte Kapitol. Der Tempel wurde im Jahr 168 n. Chr. im Auftrag des Prokonsuls der Provincia Africa, Salbius Julianus, erbaut. Von den 10 Säulen des Prostyls konnten vier wieder aufgerichtet werden: Sie sind 8,50 m hoch und haben einen Basisdurchmesser von 85 cm. In der Cella stand eine 7 m hohe Jupiter-Statue, von der nur der Kopf und ein Fuß gefunden werden konnte. Diese wie andere wertvolle Fundstücke sind heute im Bardo-Museum von Tunis untergebracht.

### Merkur-Tempel
Dem Gott Mercurius war ein von acht Säulen umgebener kreisförmiger Tempel an der Südwestseite des Forums geweiht. Der für römische Bauwerke ungewöhnliche, runde Grundriss lässt den punisch-numidischen Einfluss erkennen, der auch bei dem im Süden der Ausgrabungsstätte liegenden Tempel des Baal zutage tritt.

### Thermen
In Thuburbo Majus gab es zwei Badeanstalten. Die sogenannten Winter-Thermen waren eine große, aus 20 Räumen bestehende Anlage, die man über einen Portikus mit korinthischen Säulen betrat. Das Frigidarium lässt noch Reste der einst reichen Mosaikdekoration erkennen.
Die noch größeren Sommer-Thermen lagen in einer Bodensenke. Dennoch benötigte man einen 17 m tiefen Brunnen, um den Grundwasserspiegel zu erreichen. Das ebenfalls reich dekorierte Frigidarium besaß drei Kaltwasserbecken und war mit Statuen von Äskulap, Herkules, Merkur und Venus geschmückt.

### Palästra der Petronier
Gleich neben den Thermen befinden sich die Überreste der Palästra, eines großen Wettkampfplatzes, der von einem Portikus umgeben ist. Von ihm sind zahlreiche Marmorsäulen, Sandstein-Kapitelle und ein Teil des mit Blumen und Palmetten verzierten Architravs erhalten. Laut einer Inschrift wurde die Anlage im Jahre 225 von Petronius Felix und seinen Söhnen gestiftet. Unter der reichen Ausstattung im Bardo-Museum ist auch das bekannte Relief mit den zwei tanzenden Mänaden.
Wilhelmina F. Jashemski grub hier im Haus des Bacchus und der Ariadne die Gärten aus.